# Abbazia di Leno

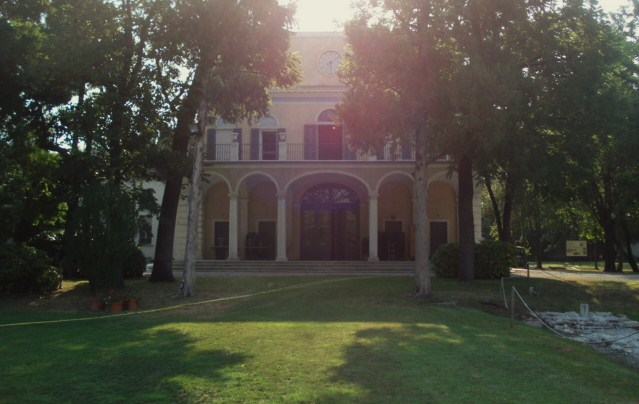
Veduta d'insieme del sito archeologico di Villa Badia, che sorge dove anticamente si trovava l'abbazia.

L'abbazia di Leno, o Badia leonense, era un antico complesso monastico benedettino fondato nel 758 dal re longobardo Desiderio nel territorio dell'attuale comune di Leno, nella Bassa Bresciana. Abbattuta per volere della Repubblica di Venezia nel 1783, oggi dell'antica abbazia rimangono solo frammenti lapidei, conservati in larga parte nel museo bresciano di Santa Giulia, mentre in loco sono stati rinvenuti dei tumuli grazie agli scavi archeologici tenutisi nel 2003 dalla Sovrintendenza per i beni archeologici della Lombardia.

## Storia
Fin dalla fondazione il monastero di Leno fu chiamato ad Leones, appellativo che secondo la tradizione deriverebbe da un sogno di re Desiderio. Narra infatti la leggenda che l'allora duca longobardo, stanco dopo una faticosa caccia in una zona paludosa nei pressi di Leno, si addormentasse. Una serpe, sbucata dal nulla, gli strisciò accanto e andò ad attorcigliarglisi attorno al capo. Il valletto che scortava il duca non lo svegliò temendo che, se lo avesse fatto, il duca si sarebbe agitato e la bestia avrebbe potuto morderlo; poco dopo la serpe si allontanò. Al risveglio Desiderio raccontò al servo di aver sognato una situazione simile a quella accadutagli realmente. Nel sogno, però, la serpe gli aveva mostrato un luogo particolare; il servitore indicò allora il punto in cui il rettile si era rifugiato. I due iniziarono a scavare in quel punto e rinvennero tre leoni d'oro, o marmorei secondo altre fonti.
Da questo episodio deriverebbe l'aggettivo leonense che avrebbe contrassegnato l'abbazia fatta poi erigere in quel luogo da Desiderio, una volta divenuto re.
Secondo Giacomo Malvezzi, la fondazione del monastero sarebbe derivata non dal ritrovamento di statue leonine, ma da un sogno, occorso a Desiderio presso Leno durante una battuta di caccia, in cui si presagiva la sua futura incoronazione a re dei Longobardi.
Il cenobio sorse nell'VIII secolo, in un'epoca di fioritura del monachesimo italiano. I monaci che vi abitavano erano stati fatti arrivare appositamente da Montecassino affinché diffondessero anche in quell'area la regola benedettina. Agli abati furono elargite numerose concessioni regie e papali che accrebbero, nel corso del Medioevo, il prestigio del cenobio lenese e lo resero un importante centro culturale, economico, religioso e, per i comuni dei dintorni, anche politico. L'abbazia raggiunse l'apice del suo sviluppo nell'XI secolo, cui fece seguito un progressivo decadimento del complesso monastico e del suo prestigio.
Con l'introduzione della commenda nel 1479 si può far iniziare un secondo periodo dell'esistenza del monastero, caratterizzato dal nuovo tipo di giurisdizione degli abati commendatari ma che vide comunque la continuazione di quella parabola discendente che si arresterà solamente nel 1783, anno dell'abbattimento del complesso monastico.
Nel corso dei secoli la chiesa abbaziale così come lo stesso convento furono più volte ricostruiti a seguito di incendi e altri gravi danni subiti, con il risultato di allontanarne sempre più la struttura architettonica da quella originale desideriana.

### Le origini
Gli anni che precedettero la fondazione del monastero di Leno furono caratterizzati dalla lotta per il trono longobardo, scatenatasi in seguito alla morte di Astolfo, tra Desiderio duca di Tuscia e Rachis, fratello di Astolfo. Il duca, dapprima in svantaggio, cercò il sostegno dei Franchi e del papato promettendo a quest'ultimo territori in Emilia e nelle Marche. Per accattivarsi ancor più lo Stato Pontificio promosse importanti iniziative monastiche, specialmente nel Settentrione, stanziando a favore dei vari ordini monastici ingenti quantità di denaro e fondando anche nuovi edifici religiosi, come nel caso dell'abbazia di San Benedetto di Leno e del monastero di Santa Giulia a Brescia.
Il cenobio lenese sarebbe sorto nel luogo dell'omonimo centro abitato, che aveva iniziato a costituirsi grazie soprattutto all'edificazione di una pieve, dedicata al Battista; i lavori di costruzione terminarono poco dopo l'ascesa al trono di Desiderio (758) che, oltre a partecipare alla cerimonia d'inaugurazione in compagnia della consorte e di un nutrito gruppo di vescovi, provvide a dotarla di un cospicuo patrimonio immobiliare, che annoverava beni sparsi in tutta la Lombardia orientale, sul lago di Como e 58 paesi o feudi (tra i quali San Martino dall'Argine) posti nel bresciano, cremonese, milanese e mantovano.
Il monastero sorse accanto a una chiesa preesistente, dedicata al Salvatore, alla Vergine Maria e all'arcangelo Michele, in cui i frati avrebbero officiato le messe e conservato le reliquie. Queste, che erano state portate nel bresciano da un gruppo di dodici monaci, avviatori dell'esperienza monastica lenese e provenienti direttamente da Montecassino, annoveravano le ossa dell'avambraccio di san Benedetto, iniziatore dell'ordine, e i resti dei Santi Vitale e Marziale, donati dal papa a Desiderio stesso e da questi cedute al nuovo cenobio.

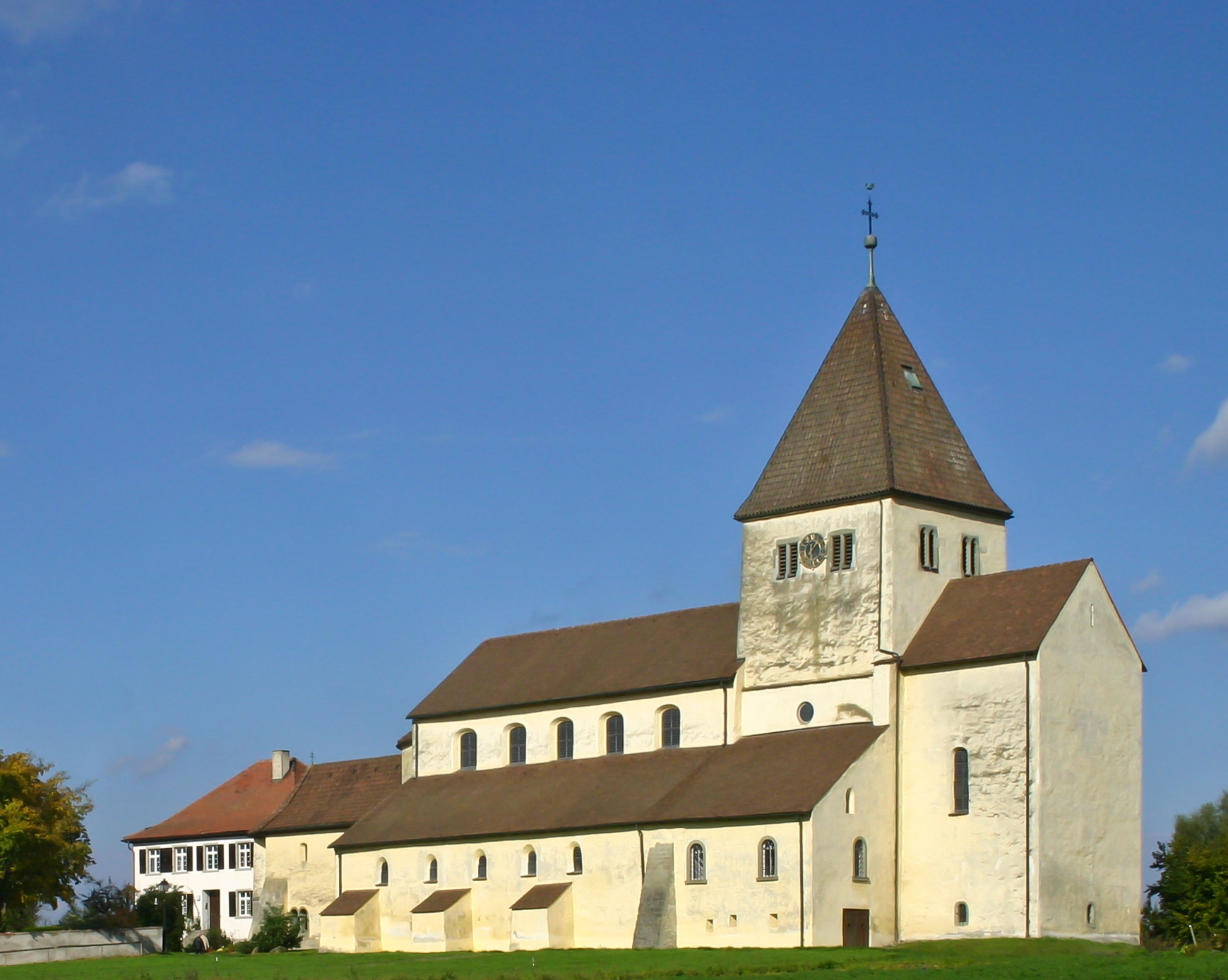
Il monastero tedesco di Reichenau con cui la badia di Leno teneva contatti.

Nel 774, al crollo dell'egemonia longobarda in Italia per mano dei Franchi, il monastero visse momenti di preoccupazione per il venir meno del monarca fondatore, ma ben presto ci si rese conto che il re straniero, Carlo Magno, come difensore del Cristianesimo aveva tutto l'interesse a preservare l'integrità degli enti monastici, tanto da concedere agli abati di Leno il controllo sulla corte, oggi mantovana, di Sabbioneta. Nel corso degli anni il patrimonio immobiliare del monastero si accrebbe sempre più non solo per donazioni fatte da persone vicine alla corte imperiale, ma anche e soprattutto per lasciti di privati. Già agli albori del IX secolo il cenobio di Leno risultava legato da rapporti economici e spirituali a quello transalpino, ben più celebre, di Reichenau, sito nei pressi di Costanza, e fu ben presto elevato al rango di abbazia imperiale, come testimonia la nomina dell'abate Remigio ad arcicancelliere dell'imperatore Ludovico II.
Il medesimo sovrano, per esplicito intervento dell'abate suo funzionario, riconfermò alla comunità benedettina i beni elargiti dai suoi antenati, la esentò dal versamento delle tasse e decretò che i confratelli potessero eleggere direttamente il rettore del cenobio, riscuotere e trattenere i prelievi fiscali dei loro possessi fondiari; il diploma prevedeva inoltre che nessun uomo al di fuori dell'abate potesse giudicare un residente nei domini del monastero.

### Lo splendore

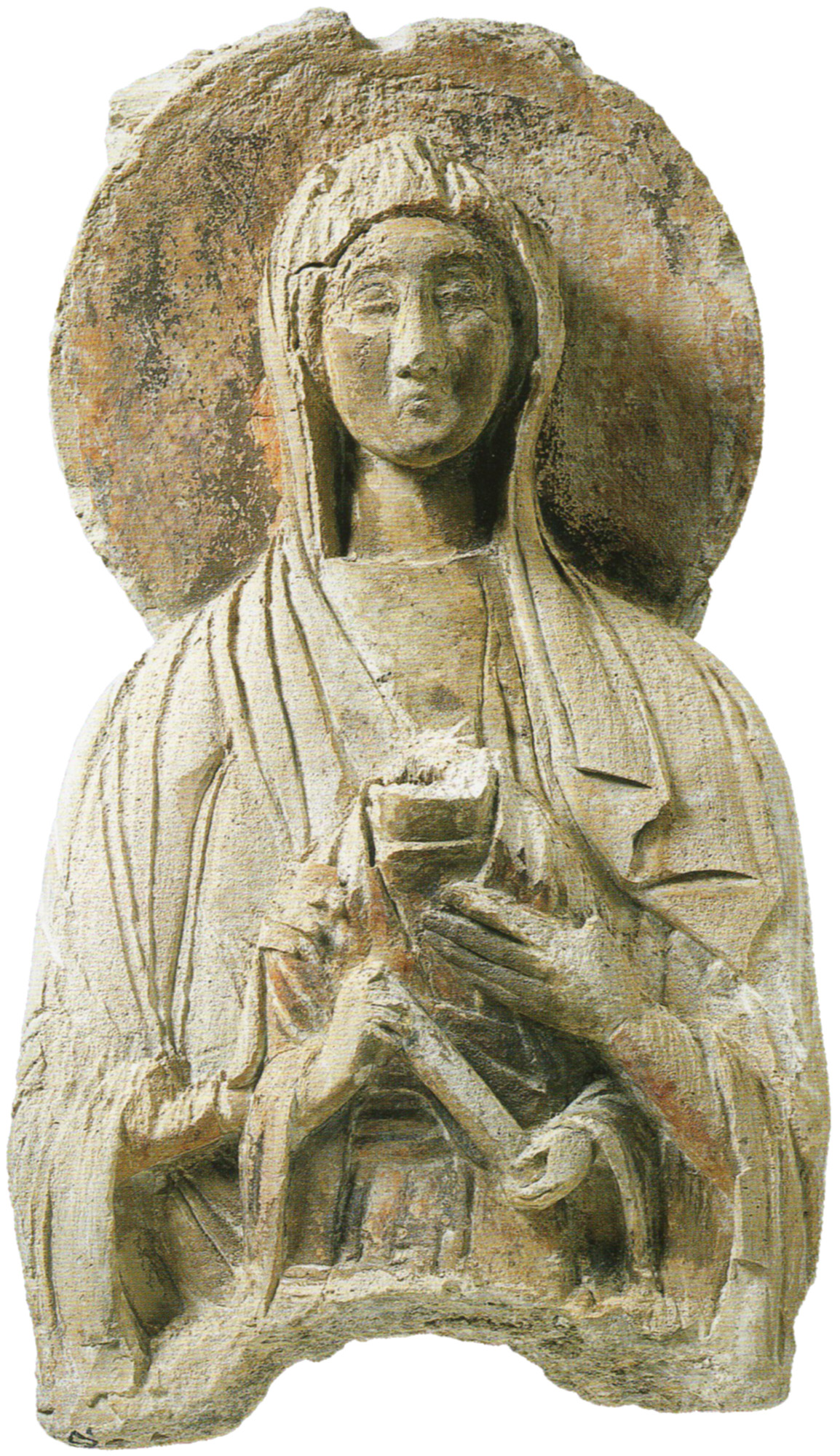
Madonna Theotokos dagli stucchi carolingi del museo di Santa Giulia, forse proveniente dall'abbazia di Leno, ora esposta al museo di Santa Giulia a Brescia.

Nel X secolo, caratterizzato dalle ripetute incursioni in Italia degli Ungari, i monaci di Leno provvidero a fortificare l'area attorno all'abbazia con palizzate e torri e cintarono la curtis di Gottolengo. Nel 938 i possedimenti del cenobio si allargarono ulteriormente con l'inclusione di Gambara. Vent'anni più tardi con i diplomi di Berengario II e Adalberto II i vasti possessi benedettini spaziavano dal Veronese alle Valli di Comacchio e dal Modenese al Bresciano. Nell'elenco dei beni era compresa anche curtis Bonzaga, l'attuale Gonzaga in provincia di Mantova.
Nel 983 si verificò la prima occupazione del cenobio da parte di una banda di briganti locali, che furono ricacciati dall'intervento di Ottone III. Nel 999 venne emanata la prima bolla pontificia, quella di Silvestro II, che garantiva al monastero il regime di libertas, già stabilito nei precedenti provvedimenti regi e imperiali, arricchiva i possedimenti includendovi la corte di Panzano e confermava all'abate il diritto di appellarsi a qualsivoglia vescovo, evitando così di ricorrere alla diocesi bresciana per la consacrazione del crisma e dei monaci.
L'XI secolo fu il periodo di massimo splendore dell'abbazia. Infatti, nel 1014, il diploma di Enrico II rappresentò per il cenobio di San Benendetto il maggior elenco di beni mai registrato, con possedimenti sparsi per ben novantacinque località di tutto il Settentrione. Cinque anni più tardi l'abate Odone recepì le regole riformate dei Cluniacensi, che in quel periodo si stavano diffondendo anche nel Bresciano, come testimonia l'edificazione dell'abbazia di Rodengo-Saiano a metà del secolo.
Nel 1030 iniziarono ad acuirsi i dissidi con la cattedra di Brescia a causa dei tentativi del vescovo di sostituirsi alla giurisdizione spirituale e in seguito anche temporale dell'abate. L'abbazia fu retta dal 1035 al 1075 da due monaci bavaresi provenienti da Niederalteich, i quali ampliarono la chiesa desideriana e riaffermarono il ruolo del cenobio a scapito della diocesi. Nel 1078 papa Gregorio VII vietò a qualsiasi laico di impossessarsi del monastero e amministrare le terre senza l'autorizzazione dell'abate, inoltre confermò i privilegi e le prerogative fiscali e religiose dei confratelli.
La giurisdizione ecclesiastica della ricca abbazia di Leno pare si estendesse oltre i confini del proprio territorio e giungesse, intorno al 1107, a comprendere anche il monastero benedettino di San Tommaso Apostolo di Acquanegra, territorio situato tra il Chiese e l'Oglio, che i monaci avevano bonificato.

### La decadenza
Nel secolo successivo iniziò la parabola discendente del monastero benedettino, processo che avrebbe condotto alla cessione in commendam del cenobio, avvenuta sul finire del XV secolo. Dopo un periodo di relativa quiete, attorno al 1135 il monastero fu distrutto da un incendio, presumibilmente di origine dolosa. Nel 1144 abbiamo nota di un'ingerenza della diocesi bresciana negli affari della badia, quando la cattedra insediò un suo preposto nella parrocchia di Gambara, al tempo dipendente direttamente dall'abate di Leno. La questione relativa al controllo della sede gambarese avrà fine solo nel 1195, a seguito di un processo con esiti non esplicitamente favorevoli per ambo le parti, ma sostanzialmente a vantaggio del vescovo di Brescia.
Nel 1145 i confratelli ultimarono i lavori per la riparazione dei danni causati dall'incendio, mentre sembra che durante il 1148 papa Eugenio III abbia soggiornato lungamente nel monastero, fatto in cui è possibile intravedere un tentativo dell'abate Onesto di riaffermare il ruolo del cenobio. In quest'ottica di rilancio si colloca pure il provvedimento papale di Adriano IV (1156) che ridiede prestigio all'abbazia a scapito della diocesi bresciana e attribuì importanti privilegi agli abati.

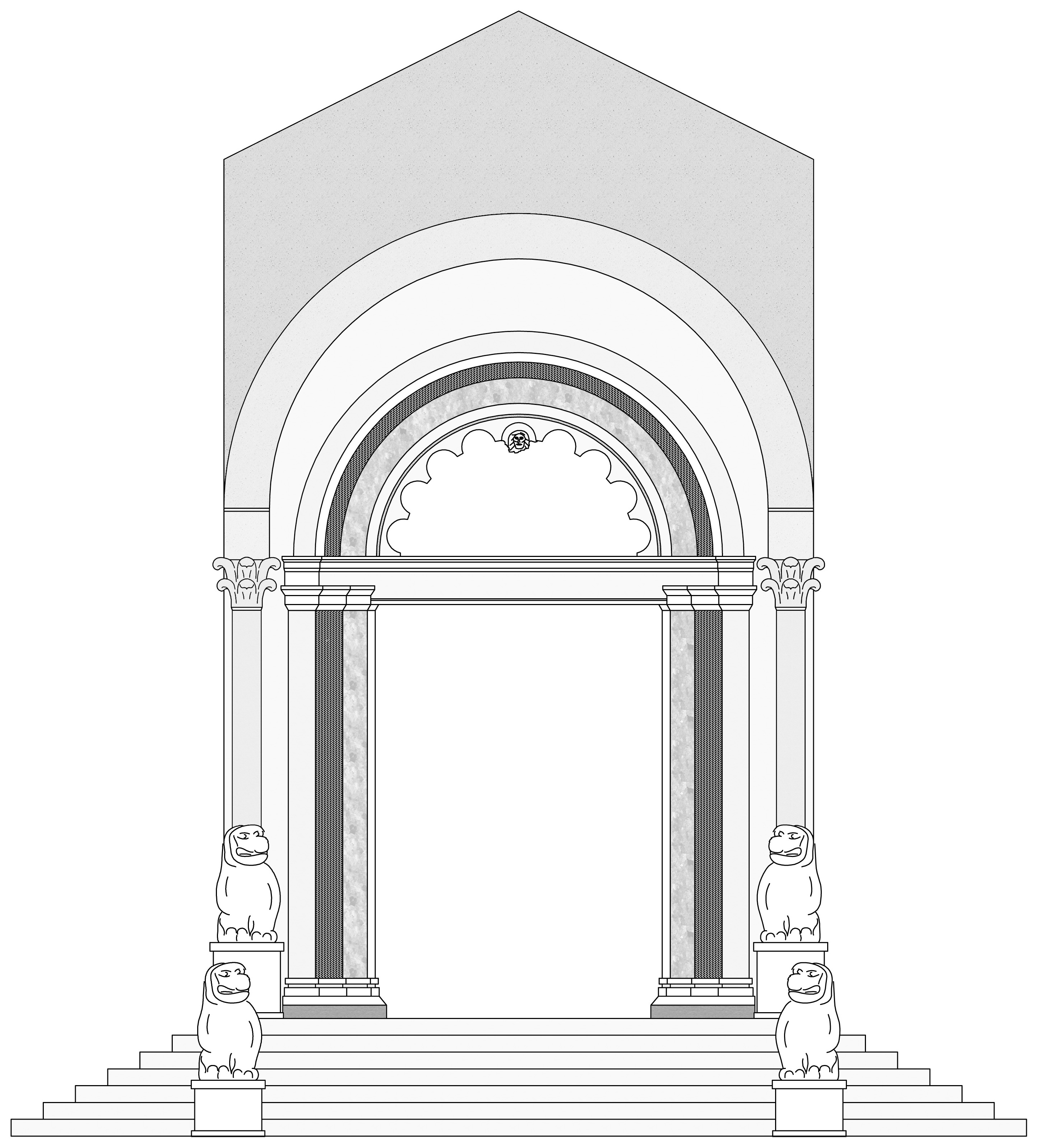
Ricostruzione del portale principale della chiesa abbaziale scolpito nel XII secolo durante la ricostruzione di Gonterio.

Iniziò intanto progressivamente a concretizzarsi la frammentazione del dominatus abbaziale con la trasmissione del potere amministrativo su svariate e cospicue proprietà del Settentrione a numerosi feudatari; le prime entità comunali che andavano affermandosi nei dintorni del cenobio, tra cui Gottolengo, Gambara, Ghedi (1196), nonché Leno stesso, avanzavano invece le prime rivendicazioni di autonomia dalla giurisdizione dell'abbazia. Per quasi un ventennio il monastero, che venne anche incendiato, patì le campagne militari di Federico Barbarossa, ma questi, al termine dei suoi scontri con i comuni della Lega Lombarda, concesse ai monaci, schieratisi dalla sua parte, un importante diploma, effimera riconferma del potere del cenobio.
Nel frattempo il contrasto tra la diocesi bresciana e l'abbazia lenese andava acuendosi: si colloca in questo periodo, alla fine del XII secolo, una testimonianza emblematica di questo vero e proprio scontro perpetuo tra cattedrale e abbazia per il controllo delle decime e la giurisdizione delle chiese rurali. Si tratta di una deposizione giudiziaria di Montenario, canonico dell'abbazia in quegli anni, riportata nel Dell'antichissima badia di Leno pubblicato nel 1767 da Francesco Antonio Zaccaria, della quale però non ci è giunto l'originale. Montenario, riferendosi al proprio cenobio, dice:
(Francesco Antonio Zaccaria, Dell'antichissima badia di Leno, Venezia 1767, p. 178)
Dalla testimonianza si deduce come, per la comunità di Leno, il definire "pieve" l'abbazia, forte dell'indipendenza dalla diocesi costantemente confermata da papi e imperatori, fosse considerato un affronto. Il XII secolo si concluse con il rettorato di Gonterio, uomo di fiducia dell'imperatore, che operò una totale ricostruzione della chiesa abbaziale nel tentativo di ribadire il prestigio dell'Ordine a Leno.

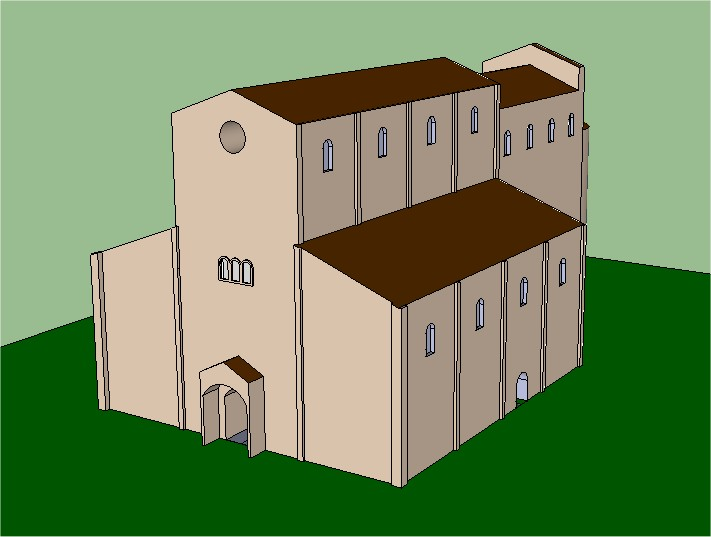
Ricostruzione del possibile aspetto della chiesa come ricostruita da Gonterio.

Il Duecento si aprì in modo drammatico con una sollevazione del popolo di Leno, il quale riuscì a impadronirsi del monastero scacciando i monaci, i quali però riuscirono, con le armi, a riconquistarlo nel 1209. Nel medesimo anno l'abate Onesto decise la costruzione di un nuovo ospedale, dedicato ai Santi Bartolomeo e a Antonio, gestito dai benedettini, a disposizione della comunità. Per far fronte ai debiti economici furono attuate numerose vendite fondiarie e nel 1212 la Santa Sede delegò il vescovo di Cremona, Sicardo, come curatore degli affari economici del monastero lenese.
Seguì il lungo e funesto abbaziato di Epifanio, uomo dissoluto e disonesto, che lasciò in deplorevole stato non solo le finanze, ma anche i libri e gli oggetti sacri della badia tanto da dover far intervenire il papa che lo depose negli anni trenta del XIII secolo. Negli anni successivi, caratterizzati dalla lotta tra guelfi e ghibellini, gli abati di Leno si schierarono ora da una parte ora dall'altra, accentuando sempre più la miseria della comunità monastica che, per mantenersi, ricorse sempre più spesso ad affitti e a vendite, dilapidando ulteriormente l'ormai ridimensionato patrimonio fondiario.
Nel secolo seguente aumentano le contese di natura giurisdizionale e fiscale tra il monastero e la comunità di Leno, mentre la miseria dell'abbazia fu ulteriormente accresciuta da una razzia ad opera dei Visconti nel 1351. Seguì il lungo abbaziato di Andrea di Taconia, proveniente da Praga e cappellano di Carlo IV, che resse le sorti della badia barcamenandosi nelle diverse angherie per cercare di mantenere almeno il prestigio e la dignità del cenobio.
Questo abate soggiornò spesso lontano da Leno, tanto che il seggio venne occupato da due usurpatori: uno di questi, Ottobono, dopo la morte dell'abate boemo (1408) si coalizzò con i Veneziani durante la conquista del Bresciano e quando la città venne conquistata dalla Serenissima egli ottenne dal doge e dal papa la direzione del cenobio lenese (1434), confermata per altro, nello stesso anno, da un'importante bolla pontificia.
Nel 1451, alla morte di Ottobono, divenne abate Bartolomeo Averoldi. Egli dapprima (1471) intrecciò contatti con la riformata Congregazione di Santa Giustina di Padova, nel tentativo di contrastare la caduta del monastero di San Benedetto di Leno e aggregarlo alla Congregazione, come già aveva fatto la bresciana abbazia di Sant'Eufemia; poi, più interessato all'avanzamento personale che al benessere della comunità benedettina, in cambio dell'arcivescovado di Spalato, con il benestare del papa diede in commenda nel 1479 il cenobio lenese al nobile veneziano Pietro Foscari. Questo evento sancì la definitiva fine del ruolo egemone di Leno come monastero imperiale e aprì le porte a un'ulteriore, triste e lenta decadenza della comunità monastica.

### La fine

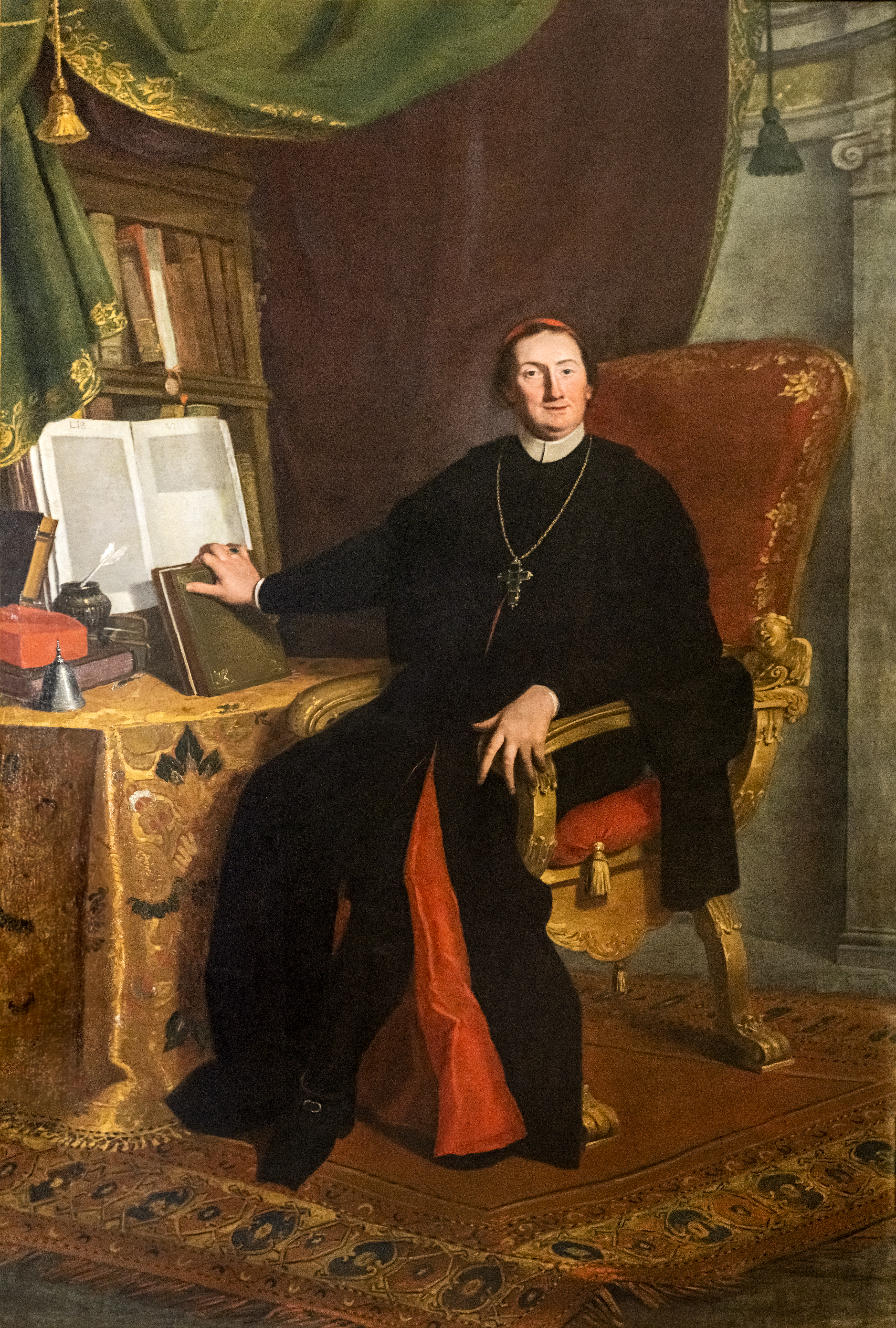
Angelo Maria Querini, abate commendatario dell'abbazia di Leno.

Dopo la cessione in commenda del monastero ne ressero le sorti per lo più personaggi della nobiltà veneziana e bresciana come i Foscari, i Vitturi e i Martinengo. I commendatari furono per lo più interessati ai titoli ricevuti con la nomina ad abate piuttosto che dall'effettiva organizzazione della vita monastica, anche in relazione al fatto che spesso essi esercitavano contemporaneamente la carica di vescovo o altre prelature di rilievo, lasciando così a sé stesso il monastero.
Caso a parte fu l'abbaziato di Girolamo Martinengo (1529-1567) che fece edificare nuove stanze per i frati e caseggiati a uso lavorativo e impiantò, presumibilmente, un vigneto. Nel frattempo proseguivano i contrasti tra la comunità benedettina e le cittadinanze locali, in particolare Ghedi, per la giurisdizione di numerosi fondi ad uso agricolo, che si risolsero spesso con la vittoria dei comuni. A testimonianza del cattivo stato in cui versava il cenobio sono le direttive emanate da Carlo Borromeo a seguito della visita apostolica occorsa nel marzo 1580, che imponeva di pareggiare il pavimento, curare il tabernacolo, procurare un crocifisso, imbiancare la chiesa...
Nel Seicento e nel Settecento la direzione della badia fu ancora appannaggio di patrizi veneziani come i Basadonna, i Morosini, i Barbarigo e i Querini. In particolare Angelo Maria Querini, che ricoprì il ruolo di abate commendatario nella prima metà del XVIII secolo, si limitò solamente a percepire le rendite derivanti dal monastero (circa 260 fiorini d'oro) e paradossalmente, mentre a Brescia per sua iniziativa era in allestimento la Biblioteca Queriniana, non si curò affatto di salvaguardare il copioso archivio lenese e lasciò cadere in rovina gli edifici abbaziali. Nel 1758 è nominato abate commendatario Marcantonio Lombardi, che incaricherà Francesco Antonio Zaccaria di compiere un'accurata indagine storica e architettonica circa il cenobio lenese.
Il lavoro dell'erudito venne pubblicato a Venezia nel 1767 col titolo Dell'antichissima badia di Leno. Nel frattempo nel 1759 era stata pubblicata la raccolta di bolle e diplomi indirizzate al monastero di Leno da parte di Giovanni Ludovico Luchi. Lombardi sarà l'ultimo abate nella storia dell'abbazia: alla sua morte (1782), i rimanenti beni dell'istituto monastico furono incamerati dalla Repubblica di Venezia, che trovandosi in un periodo di difficoltà cercò di finanziarsi abolendo le commende, e nell'anno successivo, 1783, con decreto senatoriale venne dichiarata ufficialmente soppressa l'abbazia.
L'ormai ex monastero fu acquistato, assieme al terreno su cui sorgeva, dalla famiglia Dossi, i quali chiesero e ottennero dal governo veneto l'autorizzazione a procedere con la demolizione degli edifici abbaziali: il luogo divenne cava di spoglio per i lavori alla costruzione della nuova Parrocchiale di San Pietro. Si chiudeva così la storia dell'abbazia, durata poco più di un millennio. I Dossi edificarono quindi in prossimità dell'antico cenobio una villa e mantennero il terreno a prato; la villa venne a sua volta abbattuta nel 1873 e sostituita dall'attuale Villa Badia.

## Gli scavi archeologici

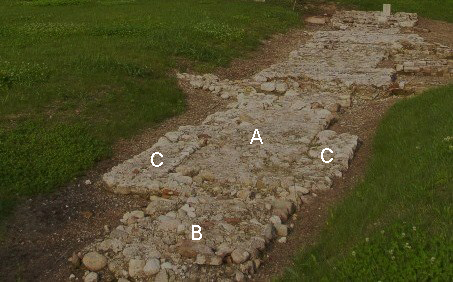
I resti rinvenuti nella campagna di scavi 2003-2004. Si distinguono chiaramente le tre fasi edilizie della chiesa abbaziale:
A) Fondazione della chiesa desideriana (VIII secolo);
B) Innesto della chiesa II di Wenzeslao (XI secolo);
C) Ispessimento della fondazione preesistente operato da Gonterio per la chiesa III (XII secolo).

Risale al 1990, all'interno di un ampio progetto archeologico nella Bassa Bresciana promosso dall'Università degli Studi di Brescia, la prima proposta di condurre scavi nell'area in cui sorgeva l'antico monastero benedettino di San Benedetto di Leno, ma l'iniziativa non ebbe successo. Solo nel 2002, dopo l'acquisto del sito Villa Badia (circa 6500 m²) da parte di un istituto di credito locale, sono iniziate le prime prospezioni geofisiche con metodo GPR o georadar. I dati confermarono la presenza di gruppi di strutture laterizie sepolte a più livelli di profondità; l'anno successivo, operando in base ai dati delle ricognizioni scientifiche e alle mappe settecentesche, iniziò la prima campagna di scavi, conclusasi nel 2004.
I lavori degli archeologi si circoscrissero ad un'area di 680 m² e riportarono alla luce parte del muro perimetrale della chiesa abbaziale, distinta in tre fasi, le fondamenta della cripta, una tomba dipinta, la base dell'antico campanile e pochi resti di edifici abbaziali. A ovest della chiesa abbaziale fu invece rilevata dal georadar la presenza di strutture altomedioevali databili tra la fine del IV e VI secolo; la nuova area si estende probabilmente fuori dall'area indagabile di Villa Badia, sotto l'attuale Parrocchiale, nell'area dell'antico castello, ed era forse separata dal monastero da un fossato artificiale, predisposto dagli abati per difendersi dagli Ungari nel X secolo.
Nel 2010 è stata intrapresa una seconda campagna di scavi archeologici che ha portato alla luce le fondamenta di una piccola chiesetta e molteplici sepolture nei suoi dintorni. I dati emersi sono ancora in fase di studio, ma sembrano avvalorare la tesi di un insediamento preesistente la fondazione del monastero di San Benedetto.

## Il complesso abbaziale

### Chiesa I

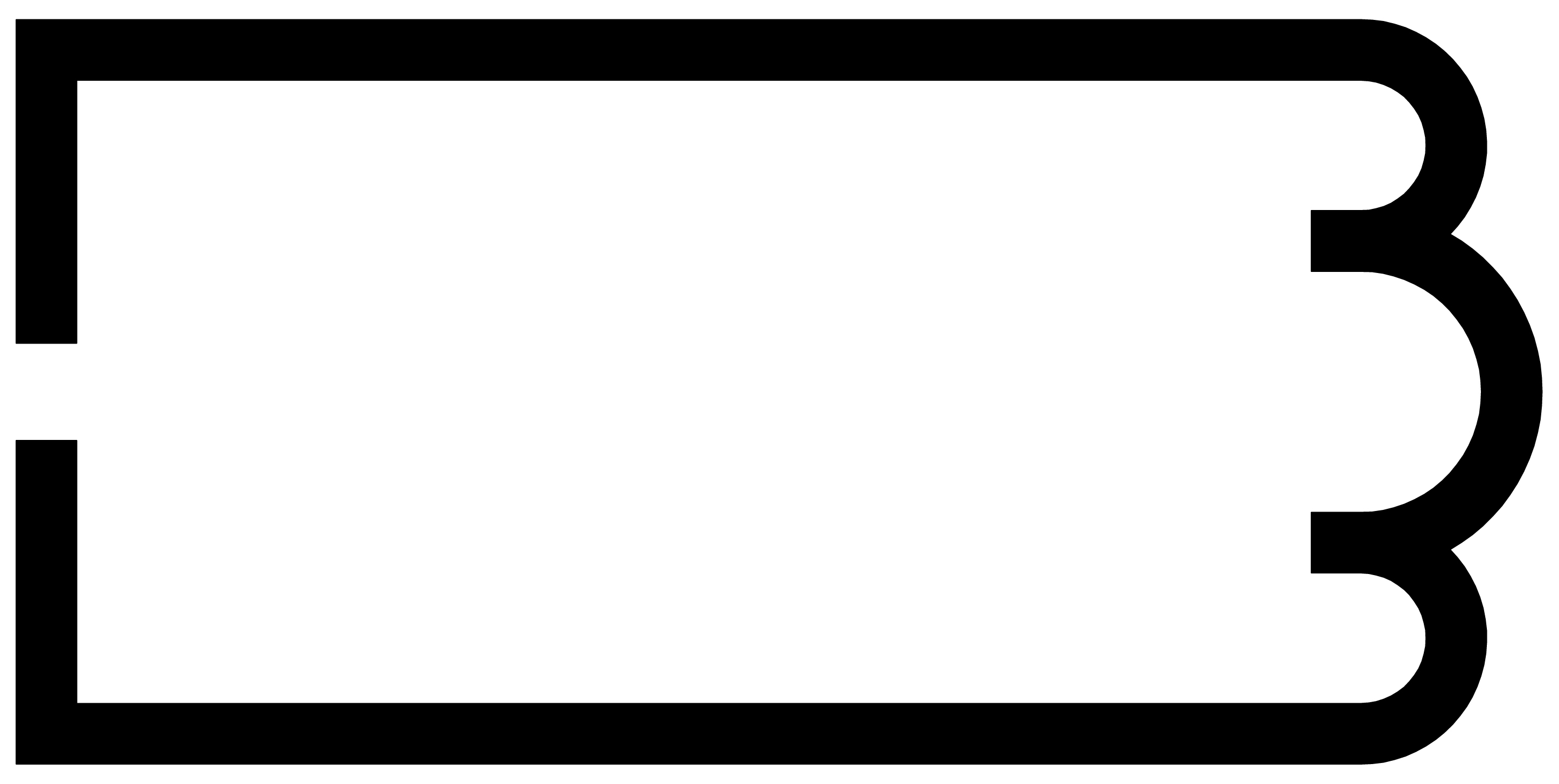
Pianta chiesa I.

La prima chiesa dell'abbazia di San Benedetto venne fondata pochi anni prima dell'istituzione del monastero stesso per iniziativa di Desiderio, attorno al 756, forse in previsione dell'erezione del cenobio, avvenuta due anni dopo. L'esistenza di questo primitivo edificio è stata confermata dagli scavi archeologici i quali, oltre a metterne in luce le fondamenta poi inglobate nella ricostruzione di Gonterio del XII secolo, hanno portato al ritrovamento di una sepoltura con croci dipinte databile all'VIII-IX secolo. Le misure, stimate nel corso degli scavi, sono dai 16 ai 24 metri di lunghezza e 12 di larghezza. L'edificio presentava inoltre il tradizionale orientamento sull'asse est-ovest.
La chiesa terminava ad oriente con il presbiterio e l'altare ed era probabilmente triabsidata allo stesso modo delle chiese monastiche di fondazione desideriana, quali San Salvatore a Brescia o San Salvatore a Sirmione e come, d'altra parte, lascia intendere la triplice dedicazione dell'edificio sacro al Salvatore, a Maria e all'arcangelo Michele. Non dimostrabile, ma assai probabile, l'esistenza sin da questa prima fase della cripta, sufficientemente motivata dal conferimento di importanti reliquie e dalle verosimili analogie, anche in questo caso, con le altre chiese desideriane prima nominate.

### Chiesa II

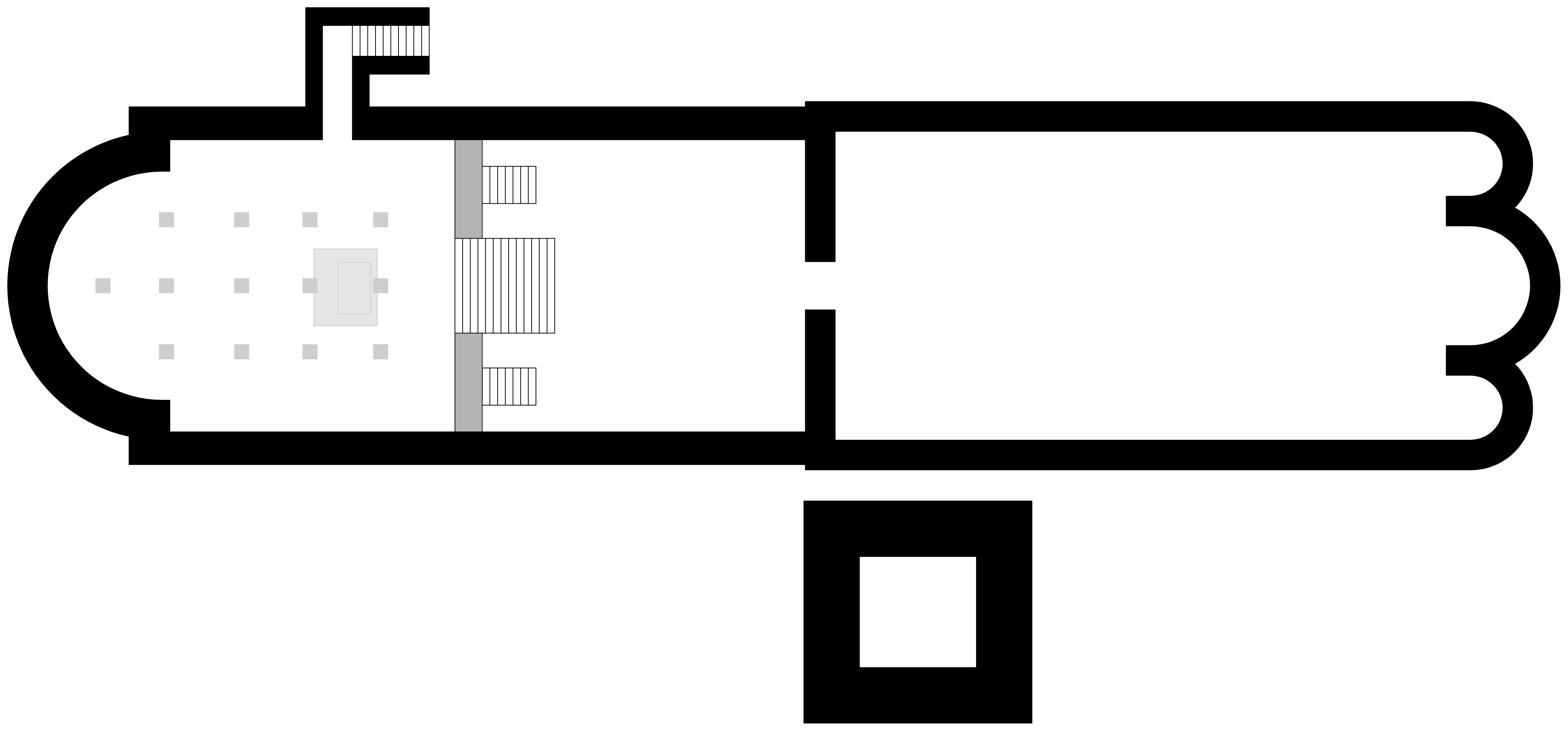
Pianta chiesa II.

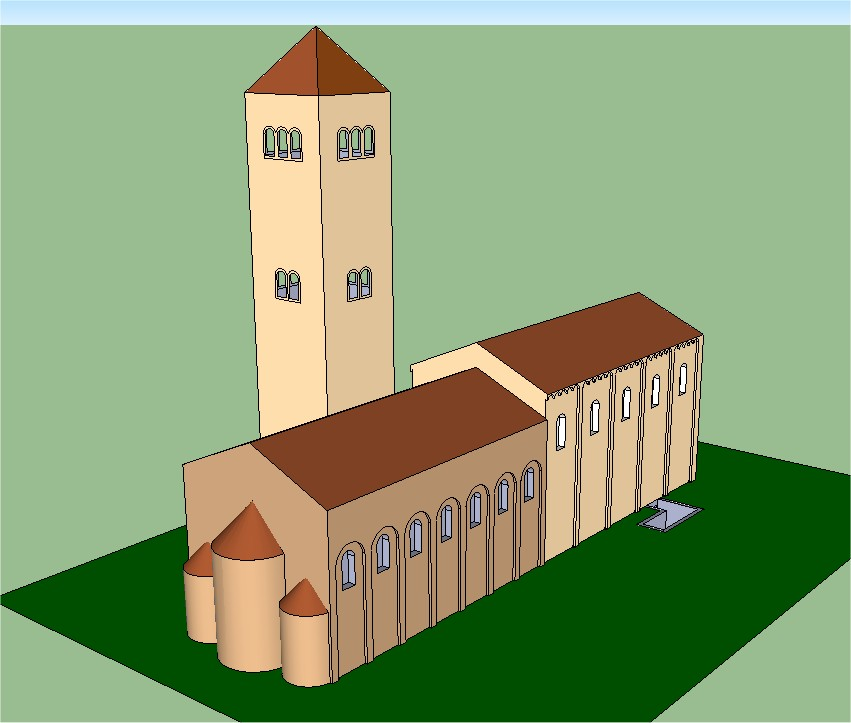
Ricostruzione del possibile aspetto della chiesa dell'XI secolo.

La seconda chiesa abbaziale risale all'XI secolo e sorse per iniziativa dell'abate Wenzeslao (1055-1068). L'intervento dell'abate si concretizzò in un semplice raddoppio a occidente della chiesa desideriana, che ne aumentò la lunghezza di circa 28 metri, impostato su un'unica navata, terminante in un'ampia abside con presbiterio rialzato, dove forse veniva somministrato il battesimo, e una cripta sottostante provvista d'altare. Si accedeva a quest'ultima probabilmente per mezzo di due scalinate laterali alla scalinata principale che invece conduceva all'altare soprastante.
La cripta era costituita da quattro navatelle, scandite da 15 esili colonnine e provvista sia di un ingresso che la metteva in diretta comunicazione con l'esterno sia di seggi in muratura nell'emiciclo absidale che lasciava pensare all'esistenza di un coro per i frati. Non si può sapere con certezza se questo prolungamento della chiesa I a occidente abbia finito col determinare due diversi ambienti sacri, comunicanti tramite l'antico ingresso alla chiesa, o piuttosto con la creazione di un grande edificio sacro dall'ambiente unitario tramite l'abbattimento della facciata della struttura desideriana.
Con l'edificazione della seconda chiesa sorse, sul lato perimetrale meridionale di questa, anche un massiccio campanile che lasciava intendere i connotati plebani del monastero, avvalorando la tesi dell'esistenza di un battistero. Andrea Breda, nel 2007, ipotizza, sulla base delle dimensioni delle rinvenute fondamenta della torre campanaria, che questa dovesse essere paragonabile a quella della basilica di San Zeno a Verona. Il campanile, così come la chiesa II, ebbe comunque vita breve, essendo già scomparsa all'inizio del XII con la costruzione della grande chiesa di Gonterio.

### Chiesa III

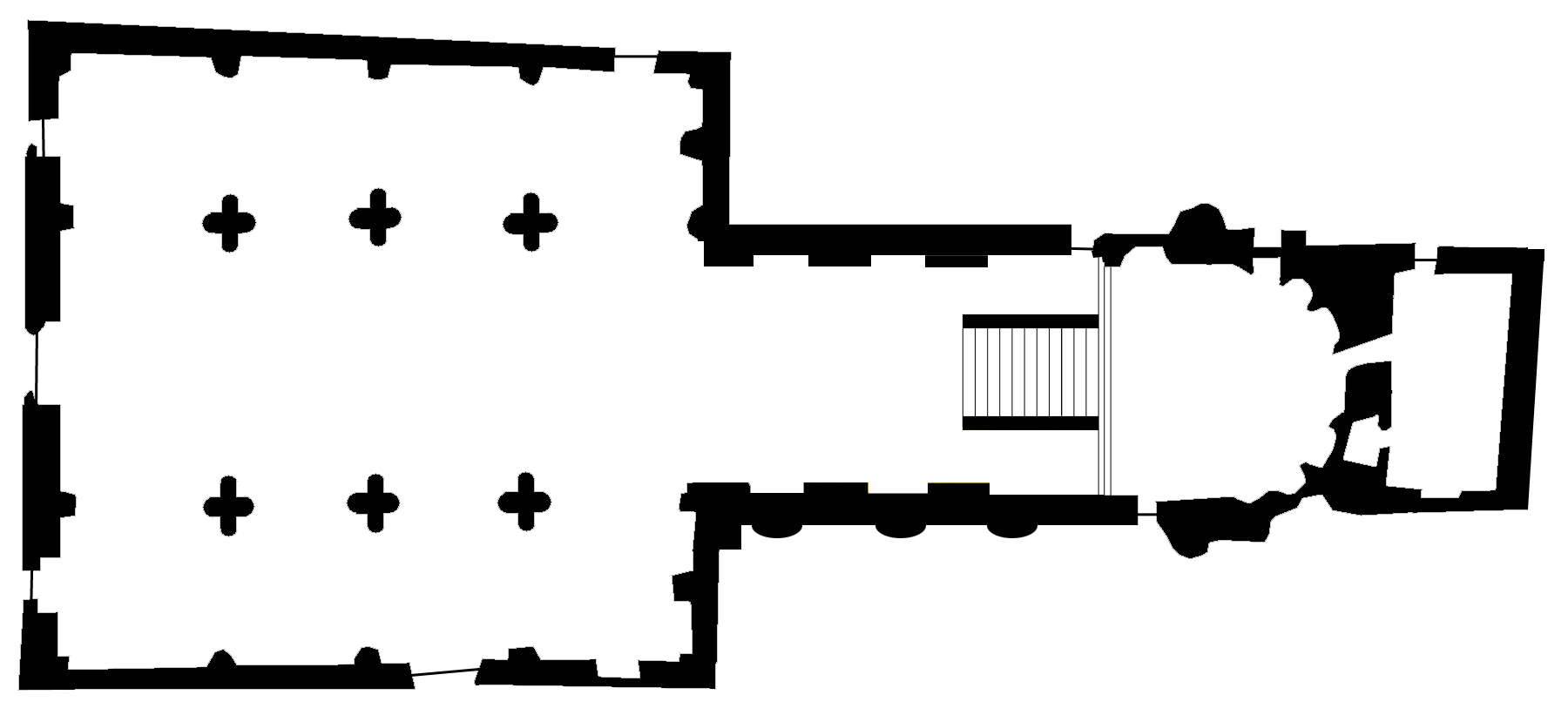
Pianta chiesa III.

L'ultima fase architettonica della chiesa abbaziale, quella poi giunta fino al Settecento, è databile al XII secolo, operata su volere dell'abate Gonterio.. La costruzione dell'edificio, seppur rispettando l'orientamento del precedente edificio e ricalcandone alcuni lineamenti, comportò la completa demolizione della chiesa desideriana e dell'ampliamento di Wenzeslao. L'edificio si presentava in forme abbastanza inusuali ma imponenti, lungo quasi 50 metri e largo più di 25, diviso in due aree nettamente distinte.
La prima era la grande aula riservata ai fedeli, suddivisa in tre navate tramite grandi piloni quadrilobati di 1,80 m di diametro, tre per lato. Seguiva un lungo presbiterio concluso da un'abside semicircolare, riservato invece ai monaci. Nell'ultimo tratto, il presbiterio era anche fortemente rialzato e nello spazio sottostante si apriva una grande cripta, probabilmente destinata alla venerazione delle reliquie di san Benedetto e dei santi Vitale e Marziale e ancora esistente nella seconda metà del XVI secolo.
Non si è ovviamente a conoscenza delle decorazioni pittoriche e lapidee che un tempo dovevano adornare l'edificio: gli unici frammenti di rilievo giunti fino a noi provengono dal portale principale della chiesa o "porta regia", scolpito nell'ambito del cantiere di Gonterio e ancora intatta alla fine del Settecento. I resti consistono in parte della lunetta sovrastante l'architrave, conformata in una successione di archetti con una figura umana al centro, probabilmente Gesù, e in tre leoni: due di essi sono oggi conservati all'ingresso della Parrocchiale di Leno mentre il terzo, uno dei due stilofori che sostenevano le colonne del protiro, si trova all'interno del municipio del paese.

### Gli altri edifici abbaziali

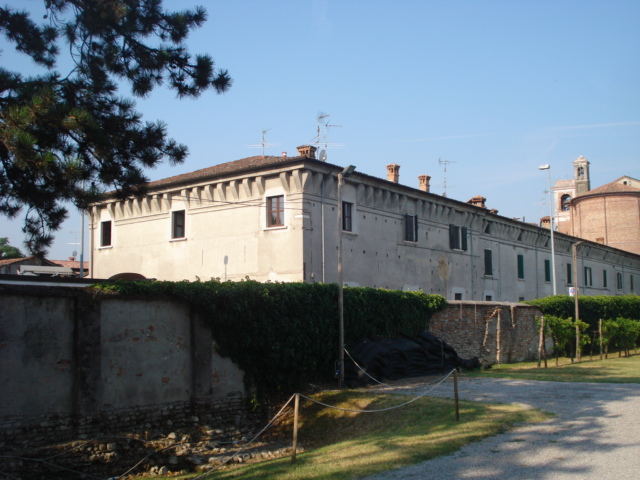
La Badia Vecchia.

Il resto del complesso abbaziale può essere ricostruito sulla base di una mappa dell'Archivio di Stato di Venezia risalente alla fine del Settecento, forse a poco prima della demolizione, che illustra in pianta i vari ambienti. Si riconoscono la chiesa a sud allineata sull'asse est-ovest, con abside a est, seguita a nord dagli altri edifici, in particolare il grande chiostro che appare però conservato solamente su due ali.
A nord-est si scorge un piccolo edificio absidato, identificabile con uno dei due oratori, di santa Maria e di san Giacomo, presenti nell'abbazia in aggiunta alla chiesa. Verso ovest si estende un grande vigneto impiantato nel Cinquecento, che sostituì probabilmente altre strutture precedenti. Sempre nel XVI secolo era poi stato inaugurato dall'abate commendatario Girolamo Martinengo, a sud della chiesa abbaziale, un palazzo con strutture di servizio e nuove celle per i monaci, che tutt'oggi esiste come edificio a scopo abitativo conosciuto col nome di Badia Vecchia.
I dati archeologici sono comunque esigui e non c'è nulla che confermi con esattezza l'esistenza di una biblioteca, di uno scriptorium o di una scuola per i pueri oblati, benché siano tutte strutture dall'esistenza plausibile, almeno durante il periodo di massimo splendore dell'abbazia, vista la rilevanza del monastero in epoca medioevale. In quest'ambito si ascrive la speculazione degli studiosi circa un codex, oggi conservato alla Biblioteca Queriniana di Brescia, presumibilmente originario del cenobio lenese.

## Le prerogative del monastero
Sin dai primi anni della sua esistenza il monastero di San Benedetto era stato largamente dotato di beni e possedimenti. L'abbazia si configurava come un cenobio imperiale o Reichklöster non solo per l'eminenza del fondatore, ma soprattutto per il ruolo svolto dai monaci all'interno della politica imperiale. Gli imperatori, al di là di larghe concessioni fondiarie, attribuirono agli abati del monastero diritti come l'esenzione fiscale, la libera elezione degli abati, la facoltà di nominare un avvocato che a sua volta incaricasse due giudici di amministrare la giustizia nelle curtes dipendenti da Leno e ancora la titolarità esclusiva delle decime riscosse sui terreni di proprietà abbaziale.
I privilegi papali, oltre a riconfermare alcune concessioni imperiali, ne garantivano altre di natura spirituale molto importanti. Anzitutto l'abate di Leno poteva essere consacrato solamente dal papa; il rettore del monastero aveva inoltre facoltà di ricorrere a qualsiasi vescovo per la consacrazione dei canonici e del crisma, svincolandosi così dall'obbligo di rimettersi al presule bresciano, e anche il diritto, durante i concili romani, di portare la mitra e vesti episcopali. Le bolle papali assicurarono agli abati anche la possibilità di istituire mercati ed edificare castelli e chiese sui territori di proprietà abbaziale. In definitiva, il monastero e tutte le sue pertinenze divennero una sorta di enclave all'interno della diocesi di Brescia.
Questo regime d'esenzione e privilegi iniziò ad affievolirsi progressivamente a partire dal XII secolo, al termine della lotta per le investiture.

## La vita monastica e le attività dell'abbazia

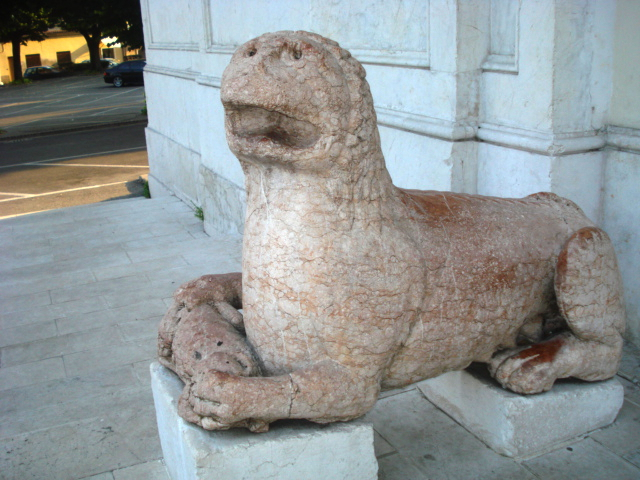
Uno dei leoni davanti all'ingresso della parrocchiale di Leno, provenienti dal portale principale della chiesa del XII secolo dell'abbazia.

I monaci benedettini, da sempre considerati grandi bonificatori di aree paludose, quando giunsero a Leno non ebbero bisogno di intraprendere grandi opere di drenaggio. Infatti gran parte dell'area della Bassa Bresciana era già stata bonificata dai Romani, sicché si limitarono a prosciugare solamente esigue zone paludose.
L'enorme quantità dei terreni di proprietà del monastero di San Benedetto veniva ridistribuita ai contadini, che li lavoravano per conto degli abati, dando loro parte del raccolto (decima) che consisteva essenzialmente nel frumento; i fondi abbaziali erano organizzati in curtes, amministrate per conto di delegati laici oppure dai monaci stessi. Si praticava intensamente anche l'allevamento e la viticoltura, con la realizzazione di canali ad uso agricolo.  Il disboscamento rese Leno un punto focale per il commercio del legname in tutto il circondario; le terre ottenute con il taglio dei boschi divennero nuovi campi coltivabili oppure pascoli per ovini e bovini, ma consistenti aree boschive vennero mantenute dal momento che queste rivestivano un'enorme importanza economica per attività come la caccia o l'allevamento dei suini, che necessitava di grandi quantità di ghiande. I lavori manuali e agricoli erano considerati attività per i servi, mentre i monaci si dedicavano per lo più a mansioni manageriali, culturali, assistenziali, religiose e al più artigianali. Vi erano infatti monaci che si dedicavano alla trascrizione dei codici nello scriptorium, all'istruzione degli oblati, alla cura dei malati e dei forestieri nello xenodochio e nell'ospedale, e frati artigiani come fabbri, calzolai, falegnami o cuochi.
Come monastero imperiale gli abati avevano importanti compiti nell'ambito dell'ordinamento pubblico per conto del sovrano, impegno ricompensato dall'imperatore stesso che garantiva la sicurezza e la quiete del complesso monastico.
Cospicuo, almeno fino a tutto il IX secolo, era il numero dei confratelli, superiori a un centinaio. Di questi almeno un terzo doveva essere costituito da fanciulli, i cosiddetti pueri oblati, affidati dai genitori all'abate affinché ne curasse l'istruzione e il sostentamento promettendo in cambio la presa dei voti minori del piccolo. Sembra confermata l'esistenza nel monastero di San Benedetto di Leno di una scuola per l'istruzione di questi fanciulli, ma dall'inizio del XII secolo l'oblazione dei fanciulli venne moderata e regolamentata e ciò si tradusse in un drastico calo del numero dei monaci lenesi.

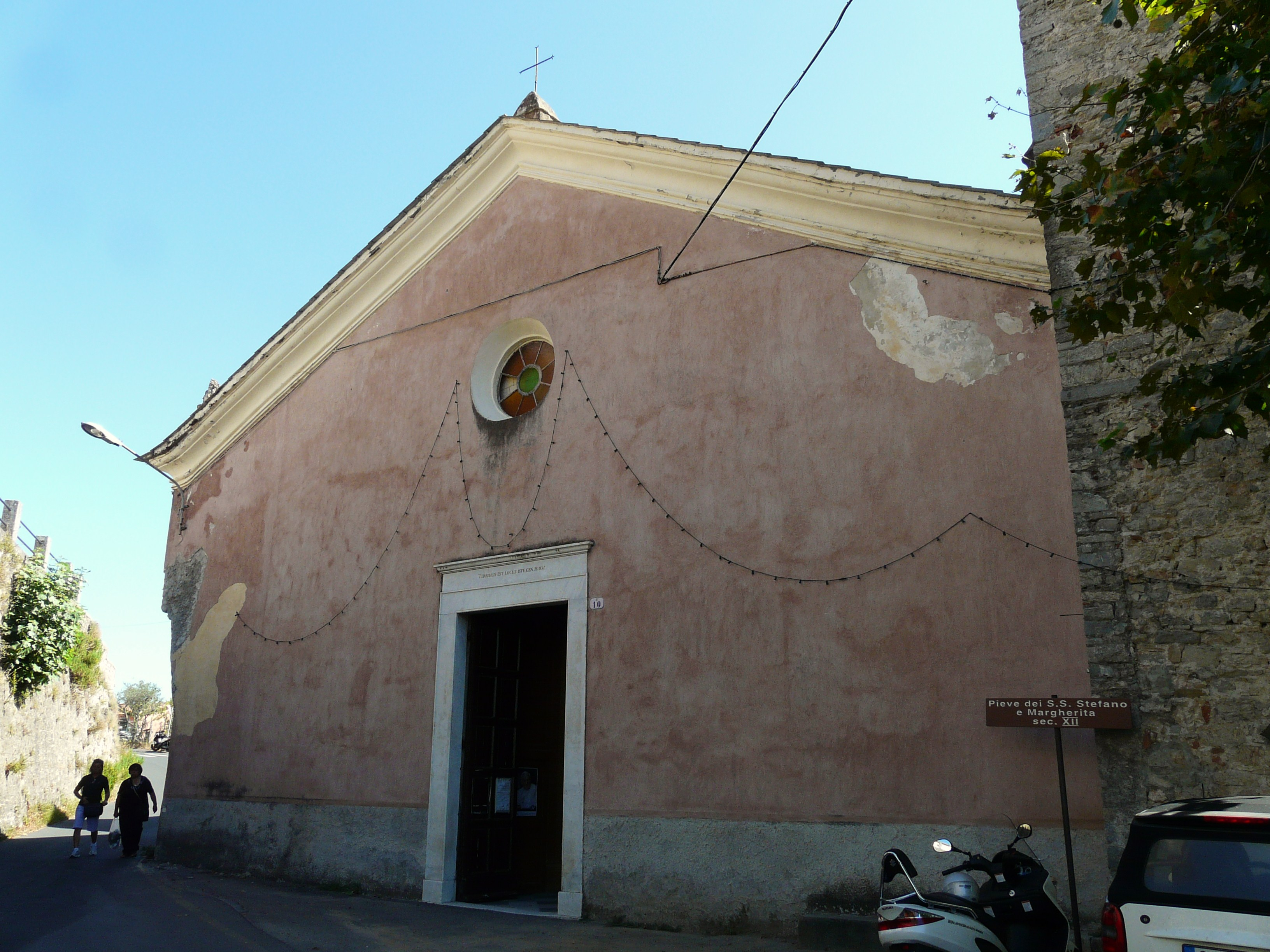
La pieve dei Santi Stefano e Margherita a Arcola, antica proprietà dell'abbazia lenese.

I monaci ebbero a carico anche la cura pastorale dei loro possedimenti, come ben testimonia la lite per Gambara. Essi somministravano i sacramenti nelle chiese esterne di loro giurisdizione come quella lenese di San Giovanni o ad Ostiano e forse anche nella chiesa abbaziale. La comunità monastica di Leno e le sue dipendenze offrivano ricovero ai poveri e ai pellegrini, dato che trova riscontro nell'esistenza di un hospitale su due piani e di grandi dimensioni che ospitò, peraltro, un'assemblea giudiziaria presieduta da Federico Barbarossa nel 1185. Nel 1209 venne inoltre iniziata la costruzione di un ospedale per l'assistenza ai malati.
I possedimenti dell'abbazia, sparsi per tutto il Settentrione, rendevano necessario un rapporto continuo e stabile con la sede abbaziale di Leno. Una via di comunicazione fondamentale per l'economia del monastero fu il fiume Oglio, che affluendo nel Po metteva in diretto contatto il Bresciano con l'Adriatico. Sempre sfruttando questo importante corso d'acqua veniva importato nell'entroterra il sale estratto presso Comacchio, località in cui gli abati di San Benedetto possedevano delle saline. Il mercato della Badia, seppur originatosi e sviluppatosi nel contesto curtense, era un'economia relativamente aperta, i cui principali scambi commerciali erano effettuati con le città di Verona, Brescia e Pavia, località dove peraltro erano site delle strutture di proprietà del cenobio come la bresciana chiesa di San Benedetto. Inoltre si ha nota di possedimenti lenesi nell'area della Lunigiana, importante area di transito dei pellegrini della Via Francigena dai quali riscuoteva i dazi di pedaggio e offriva loro ricovero.

## Le testimonianze superstiti

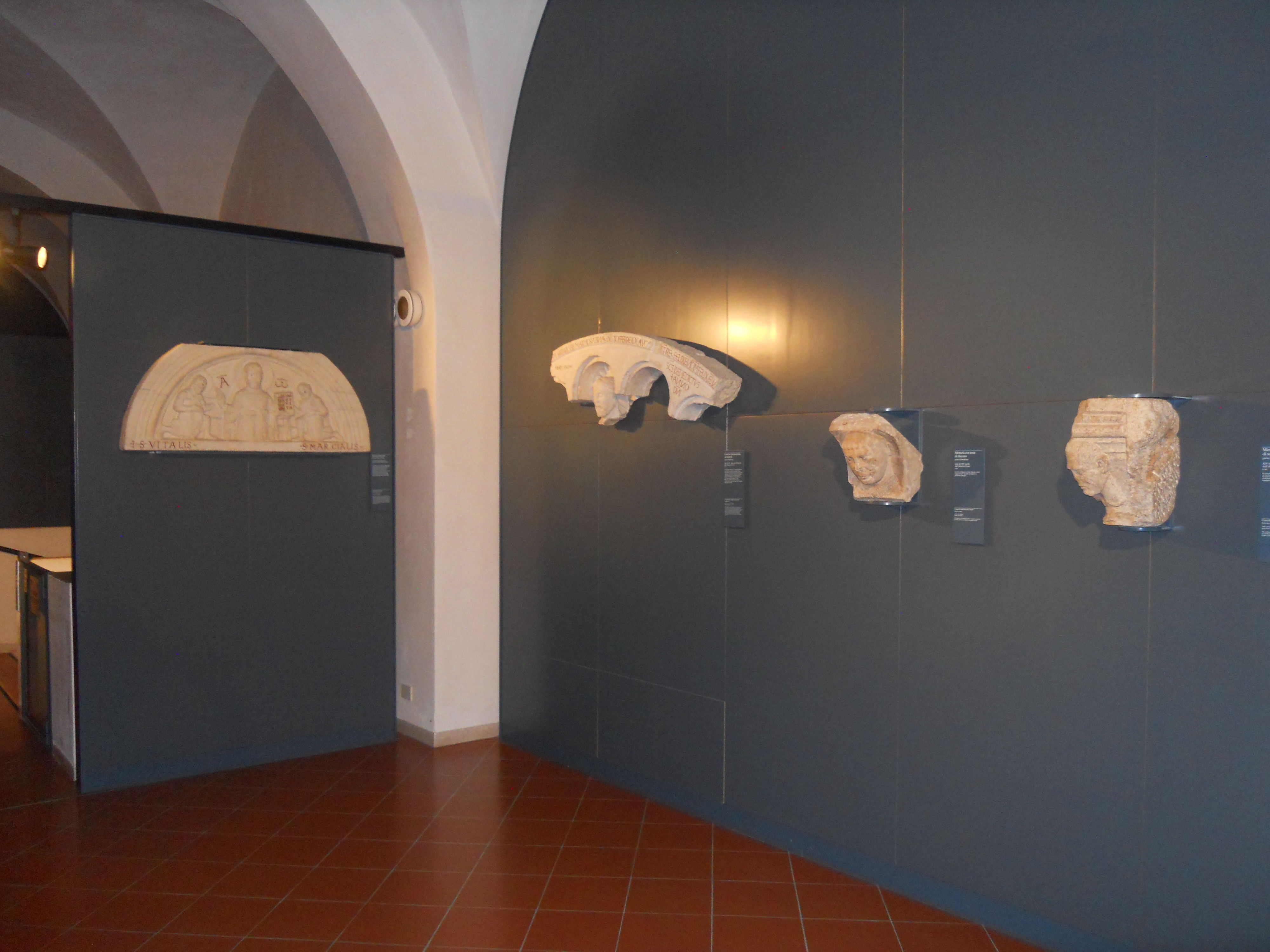
La sezione del museo di Santa Giulia a Brescia dedicata ai frammenti provenienti dall'abbazia lenese.

Oltre alle strutture emerse durante gli scavi archeologici compiuti sul sito dell'abbazia, è giunto fino a noi un gruppo composto da circa un centinaio di frammenti di varia natura, soprattutto lapidei e provenienti dall'originale decorazione plastica e architettonica degli edifici monastici. Questi frammenti, recuperati direttamente dalle strutture dell'abbazia in via di demolizione o riconosciuti come provenienti da Leno solo successivamente, oppure ancora recuperati durante gli scavi del XX secolo, sono per la maggior parte conservati nel museo di Santa Giulia a Brescia e in luoghi pubblici o collezioni private di Leno.
Per la maggior parte di essi è praticamente impossibile risalire all'originaria collocazione, trattandosi soprattutto di piccoli frammenti ormai del tutto estraniati dal contesto per il quale erano stati predisposti: si tratta, per la maggior parte, di piccoli capitelli, basi di colonnine, frammenti di cornici o residui di complessi plastici decorativi più ampi. Tra i pezzi più rilevanti dal punto di vista storico, artistico e documentaristico si ricordano i resti del portale della chiesa abbaziale, alcune iscrizioni funerarie, una lunetta lavorata a bassorilievo e due Madonne col Bambino in stucco, ma di provenienza incerta. La maggior parte dei frammenti è datata alle prime fasi del complesso monastico (VIII-X secolo), mentre le altre, le più consistenti, sono da ascrivere al XII-XIII secolo, ai rifacimenti operati da Gonterio. Altri pezzi, più tardi, sono distribuiti dal XV al XVII secolo.

## Cronotassi degli abati di Leno
È di seguito proposta la successione degli abati che ressero le sorti dell'abbazia secondo Zaccaria e secondo Ferrante Aporti:

### Abati regolari
- Ermoaldo (759-790), bresciano, si alleò con Potone, duca di Brescia, poi ucciso, per ripristinarlo nella signoria della città.
- Lantperto (790-796 circa), proveniente dall'abbazia di Montecassino.
- Amfrido (796 circa-800), nominato vescovo di Brescia.
- Badolfo o Baldolfo (800-815 circa), Carlo Magno gli donò le terre di Sabbioneta.
- Ritaldo (815 circa-840 circa)
- Remigio (840 circa-869 circa)
- Magno (869 circa-?)
- Alberto (939-958)
- Donnino (958-981), accettò in permuta da Azzo[109], conte di Modena e Reggio, alcuni suoi beni con le terre di Gonzaga già di proprietà dell'abbazia.
- Ermenolfo (981-999), nel 994 dovette subire i soprusi del bandito Raimondo che fu cacciato dall'abbazia solo nel 996 con l'arrivo dell'imperatore Ottone III.
- Liuzzone (999-1015)
- Andrea (1015-1019), deposto da papa Benedetto VIII.
- Odone Gambara (1019-1036)[110]
- Richerio (1036-1038), di origini germaniche, era amico dell'imperatore Corrado II.
- Riccardo Gambara, (1038-1060)
- Wenzeslao (Guenzelao, secondo lo Zaccaria) (1060-1078)
- Artuico (Arduino) (1078-1104 circa)
- Tedaldo (1104 circa-1146), sotto la sua reggenza, nel 1137, l'abbazia subì un violento incendio.
- Onesto I (1146-1163), provvide alla sistemazione dell'abbazia incendiata e della chiesa che fu consacrata da papa Eugenio III.
- Lanfranco Gambara, abate intruso (1163-1168).
- Alberto da Reggio (1168-1176)
- Daniele (1176-1178)
- Gonterio Lavello Lungo (1178-1209). Nel 1205 gli abitanti di Leno si ribellarono contro la signoria degli abati.
- Onesto II (1209-1227)
- Epifanio (1227-1230)
- Pellegrino (1230-1241 circa)
- Giovanni (1241 circa-1248)
- Guglielmo (1248-1297), da Parma.
- Pietro Baiardi (1297-1307), da Parma.
- Uberto da Palazzo (1307-1312)
- Aicardo (1312-1339), da Parma.
- Pietro Pagati (1339-1366), da Ghedi. Gli Umiliati di Brescia si unirono ai frati dell'abbazia portando in dote i loro beni.
- Giovanni Griti (Gritti) (1366-1370)
- Andrea di Tacovia (1370-1407), da Tachov (Boemia).
- Ottobono conte di Langosco e di Mirabello, usurpatore (1402-1451 poi legittimato dal papa nel 1434). Sotto la sua reggenza, nel 1434, avvenne la cessione di San Martino dall'Argine a Gianfrancesco Gonzaga, primo marchese di Mantova.
- Antonio di Rozoaglio, usurpatore (1403-1434 deposto dal papa).
- Bartolomeo Averoldi, letterato. (1451-1479 riceve la cattedra di Spalato).

### Abati commendatari
- Pietro Foscari, cardinale (1479-1486).
- Francesco Vitturi (1586-1512)
- Vittore Vitturi (1512-1513)
- Francesco della Rovere, vescovo di Vicenza (1513-1516).
- Antonio del Monte, cardinale (1516-1529).
- Girolamo Martinengo (1529-1567) (I)
- Ascanio Martinengo (1567-1583)
- Girolamo Martinengo (1583-1591) (II)
- Giovanni Francesco Morosini, cardinale (1591-1595)
- Gianfrancesco Morosini (1595-1628) (I)
- Gianfrancesco Morosini, patriarca di Venezia (1628-1679) (II)
- Pietro Basadonna (1679-1690)
- Marcantonio Barbarigo (1690-1706)
- Francesco Maria Barbarigo (1706-1714)
- Cornelio Maria Francesco Bentivoglio, cardinale (1714-1733)
- Neri Maria Corsini, cardinale (1733-1734)
- Angelo Maria Querini, cardinale e vescovo di Brescia (1734-1758)
- Marcantonio Lombardi, vescovo di Crema (1758-1782)